# Dalar
Dalar är en ort i Armenien. Den ligger i provinsen Ararat, i den centrala delen av landet, 23 kilometer söder om huvudstaden Jerevan. Dalar ligger 839 meter över havet och antalet invånare är 2 504.
Terrängen runt Dalar är platt åt sydväst, men åt nordost är den kuperad. Runt Dalar är det ganska tätbefolkat, med 155 invånare per kvadratkilometer.. Närmaste större samhälle är Artasjat, 2,3 kilometer sydost om Dalar.
Runt Dalar är det i huvudsak tätbebyggt.